# Hrochoťská dolina
Hrochoťská dolina lemuje říčku Hučava ve východní části okresů Banská Bystrica (obec Hrochoť) a Zvolen (obec Očová). Její střední a horní část se nachází v v pohoří Poľana.

## Polohopis
Jižní část doliny patří do Slatinské kotliny, ve střední části leží okrajově Zvolenská pahorkatina (oba podcelky Zvolenské kotliny), následuje Detvianske predhorie a horní část Hrochoťskej doliny je částí Kyslinky, patřící do Vysoké Poľany. V horní části leží uprostřed rozsáhlé kaldery vyhaslé sopky osada Kyslinky. Původně lesnická osada má dnes spíše rekreační charakter, tvoří několik typických lesnických staveb a sídlí zde lesní správa.

## Turismus
Území patří do Chráněné krajinné oblasti Poľana, ve střední části se nachází přírodní památka Bátovský balvan. Z osady Kyslinky vede naučná stezka Poľana - Kyslinky, který má 8,5 km a 17 km dlouhé okruhy. V minulosti vedla údolím 25 km dlouhá úzkorozchodná železnice Vígľaš - Kyslinky, která do roku 1975 sloužila svozu dřeva.

### Přístup
Údolím vede cesta z Očové až do osady Kyslinky, na kterou se v lokalitě Dolina připojuje cesta z Hrochotě. Z Očové v trase cesty vede  modře značená, cestu z Hrochote zase  žlutě značená trasa.